# Rebellion Ladislaus’ des Weißen
In der Rebellion Ladislaus’ des Weißen kämpfte 1373–1377 ein Heer des Herzogtums Gniewkowo unter Ladislaus dem Weißen gegen ein polnisch-pommersches Aufgebot unter Kasimir IV. von Pommern und Sędziwój Pałuka. Philipp II. von Burgund stellte Ladislaus dem Weißen burgundische Truppen zur Verfügung.

## Hintergrund
Ladislaus der Weiße hatte 1364 das Herzogtum Gniewkowo an den polnischen König und seinen nahen Verwandten Kasimir den Großen verpfändet. Nach dessen Tod 1370 starben die Piasten in der Hauptlinie aus, und Ludwig der Große aus dem Haus Anjou wurde zum polnischen König gewählt. Ladislaus bewarb sich als Verwandter des verstorbenen Königs um den polnischen Königsthron. Zudem wollte er sein Herzogtum Gniewowo wiedererlangen.
1373 kam Ladislaus der Weiße mit burgundischen Truppen aus dem Exil in Burgund zurück und tauchte am 8. September 1373 in Gnesen auf. Er zog nach Kujawien und eroberte Gniewkowo, Włocławek, Inowrocław und Złotoria, womit er das Herzogtum Gniewkowo wieder erschuf. 1374 musste er jedoch vor den königlichen Truppen nach Drezdenko fliehen. 1375 versuchte er noch mit der Unterstützung des Deutschen Ordens unter Ulrich von Osten sein Herzogtum zu erobern, konnte auch Gniewkowo, Złotoria und Raciążek besetzen. Bei Gniewowo kam es schließlich zur Schlacht, die Ladislaus der Weiße verlor und sich auf die Burg Złotoria am anderen Weichselufer zurückzog, wo es ab Juni 1376 zur Belagerung kam. Zudem entsandte Ladislaus von Oppeln Truppen, um die Belagerer zu unterstützen. Ladislaus der Weiße kapitulierte schließlich im Frühjahr 1377 und übergab die Burg an das königliche Heer. Im selben Jahr verkaufte er das Herzogtum Gniewkowo am Ludwig den Großen und verließ Polen. Kasimir IV. von Pommern wurde bei der Belagerung am Kopf verwundet und starb am 2. Januar 1377 an den Folgen der Verletzung.